# 李連福
李連福（：／ I Yeon Bok；1959年7月11日—），是韓國著名的中華料理廚師。曾被誤譯為李延福，但正確漢字為李連福。因其父母皆為原中國山東人的在韓華僑，故李連福幼時身份為中華民國國籍，後歸化為大韓民國籍。著有自傳：《師傅的料理：廚主李連福潛藏實力的人生故事》一書。

## 生平

### 初期生活
1959年7月11日，李连福出生於首爾往十里。爺爺為山東遷韓的華僑。父親曾在外公經營的中餐館擔任主廚。当时中餐馆在韩国为高档餐厅，厨师收入亦不菲。然七十年代中期起中餐地位下滑，李连福家的餐厅经营困难，他交不出学费，只得在小学六年级第二学期辍学，去父亲朋友的中餐馆打杂。由于年少干体力活费事，又遭到排挤，只得离开，前往其他餐厅工作。17岁时经前辈介绍，进入明洞索威酒店中餐厅就职，属韩国中餐四大门派之一的“豪华大饭店派”。然而因性格火爆，讲义气，反因此遭到投诉并被解雇，朋友和前辈亦因此与其断交。

### 大使馆生活
在22歲時，李连福成為最年輕的中華民國駐韓大使館的主廚，不过本人自述工作期间亦因贪玩而误了工作，遭受痛骂。受当时的大使帮助，他到台湾做了鼻窦炎手术，却因此失去嗅觉，只得依靠味觉做菜。为了保持自己的味觉灵敏，他不吃早餐、不吸烟，亦不会酗酒。
由于大使馆工作压力剧增，加之本人有对料理的苦恼，辞去工作，前往日本。

### 日本生活
31岁时，李连福接收日本友人邀请，前往日本大阪。但他到日本后却选择前往柏青哥店混日子，尽管每日可赚得六七万日元，但大部分都用于给妻子买奢侈品。最终他选择重新从头做起，来到一家餐厅打工。由于当时的副主厨经常迟到，李连福乃因此获得机会顶替其位置。后来他又前往一家居酒屋工作，制作出许多新式菜品，受到日本客人及同行青睐，但他又选择去一家生意惨淡的中餐厅救火。他的方式是给客人送鸡爪作为赠品，成功让这家店每日营业额达到十万日元。他在这家餐厅经营六年，直到返回韩国前为止。

### 返回韩国
1999年，李连福返回韩国，开办餐馆“木兰”。由于经常上节目，加之近四十年厨师生涯练就的高超厨艺，餐厅门庭若市，需提前数月预约方可吃上。其子亦经营“木兰”釜山分店。

## 弟子
著名弟子有拜託了冰箱節目中的金風漫畫家、崔亨鎮廚師、朱培安廚師、朴建英廚師和Super Junior-M成員劉憲華，主持人金聖柱亦因節目需要有向李連福學習過料理。

## 家庭生活
父親曾在外公經營的中餐館擔任主廚，家道中落後轉行從事建築行業。李連福於家中排行第二，有一個哥哥，一個弟弟，兩個妹妹。
太太為Lee Eun-sil（音譯李恩實），與李連福同歲。二人相識於二十歲，是李連福大嫂的朋友，因雙方家長反對婚事，結果由同居生活開始，後來李連福在日本工作兩年後買了房子，婚事才得到允許，當時已同居大約十年，亦已經育有兒女。二人育有一名兒子、一名女兒，皆已婚，兒子是高麗大學畢業，女兒是弘益大學美術專業畢業。

## 趣聞
曾於節目中表示自己曾做過眼睛下方的除皺手術，但因醫生技術不好而令下睫毛到現在都長不出來。他跟Somi的爸爸是世交，更是鄰居。
由于年龄及资历相仿，又都经常于电视中露面，李连福与另一位韩国中餐泰斗吕敬来常被坊间作为比较对象。然尽管二人皆是祖籍山东，亦皆是从事中餐四十余年的大家，李连福并无如吕敬来一般的显赫地位，餐厅菜品亦与吕敬来定位不同。此外，李连福已入籍韩国，而吕敬来保留了自己的中华民国籍身份。

## 出演作品
| 節目名稱                                 | 日期                             | 電視台    | 集數                             | 備註 |
| ---------------------------------------- | -------------------------------- | --------- | -------------------------------- | --- |
| 《今天吃什麼》                           | 2014年12月11日、2015年7月20日    | O'live    | 第?集、81集                      | |
| 《拜託了冰箱》                           | 2015年3月30日-2019年11月25日     | JTBC      | 第20-25、28-29、32-35、38集254集 | 第20-25、28-29、32-35集因崔賢錫、Sam Kim、洪錫天、朴俊宇、米卡爾、鄭彰郁、李元日缺席錄影特別出演。 第38集後成為固定廚師 |
| 《兩天一夜》第三季                       | 2015年4月12日、19日、26日        | KBS       | 第68-70集                        | 廚師特輯2-最佳米酒宴桌菜                                                                                                |
| 《出發夢之隊》                           | 2015年5月10日、17日、24日        | KBS       | 第281-283集                      | 實尾島特輯-金槍魚料理對決                                                                                               |
| 《現場脫口秀Taxi》                       | 2015年5月19日                    | TVN       | 第380集                          | |
| 《Healing Camp》                         | 2015年6月15日                    | SBS       | 第188集                          | 與崔賢錫一同出演 |
| 《Happy Together》                       | 2015年7月9日、8月6日、13日、20日 | KBS2      | 第405、409-411集                 | 分別為「夜間賣店夏日特輯」、「女性朋友特輯」、「Back To The School特輯」和「甲秀路和乙朋友們特輯」                      |
| 《周三美食匯》                           | 2015年7月22日、8月26日           | TVN       | 第26、31集                       | |
| 《1 VS 100》                             | 2015年8月11日                    | KBS2      | 第400集                          | 與Raymond Kim一同出演                                                                                                   |
| 《華人世界》                             | 2015年10月12日                   | CCTV      |                                  | |
| 《強豪對決中華大飯店》                   | 2015年10月17日至2016年1月2日     | SBS       | 全集                             | 與呂敬來、劉方寧、陳生龍進行現場的廚藝比拚                                                                              |
| 《Cook家代表》                           | 2016年2月17日至8月10日           | JTBC      | 第1-9、14-17、22-25集            | 香港篇，大阪篇，成都篇，曼谷篇，世界賽                                                                                  |
| 《真正的男人》                           | 2016年2月21日                    | MBC       | 第146集                          | |
| 《親愛的百年客人》(原名：《明星夫妻秀》) | 2016年5月19日                    | SBS       | 第328集                          | 與金煥一同出演 |
| 《我要開動了》                           | 2016年9月24日                    | JTBC      | 第10集                           | 與Henry (Super Junior-M)、張玉安、Lucky一同出演                                                                         |
| 《請給一頓飯》                           | 2017年2月8日                     | JTBC      | 第17集                           | 與崔賢錫一同出演 |
| 《團結才能火》                           | 2017年11月7日                    | JTBC      | 第47-49集                        | 旅行地恰好是曾經待過十年的大阪                                                                                          |
| 《在當地吃得開嗎 (第二季)》（中國篇）    | 2018年9月8日至2018年10月27日     | tvN       | 全集                             | 與金康宇、徐恩秀、許卿煥等人出演，在中國山東省煙台市以餐車方式販賣韓式中華料理                                          |
| 《家師父一體》                           | 2019年1月27日至2019年2月3日      | SBS       | 第54、55集                       | 作為師父出演 |
| 《在當地吃得開嗎 (第三季)》（美國篇）    | 2019年4月18日至2019年7月4日      | tvN       | 全集                             | 與Eric、李玟雨、許卿煥、JohnPark共同演出。 原共同演出的鄭俊英，因偷拍事件出演部分全數刪除。                             |
| 《Eye Contact》                          | 2020年3月2日                     | Channel A | 第29集                           | 全侑成 |
| 《拜託了冰箱 since 2014》                | 2024年12月15日-                  | JTBC      | 第1集至今                        | |

## 產品代言
一般認為李連福所代言的產品都是有品質保証和味道好的，《拜託了冰箱》中的不少嘉賓也表示自己常吃李連福代言的零食，或是常溫食材中有李連福所代言的即食麵。
| 品牌名稱        | 代言產品                                                                                           |
| --------------- | -------------------------------------------------------------------------------------------------- |
| 韓國八道(Paldo) | 炸醬麵（팔도짜장면）(2015年~ ) 金海鮮炒碼麵（팔도불짬뽕）(2015年~ ) 擔擔麵（팔도탄탄면）(2016年~ ) |
| 韓國賓格瑞      | 火辣炒碼風味螃蟹造型餅乾(2015年~ )                                                                 |
| 놀부(NolBoo)    | 傳統炸雞（옛날통닭）(2015年)                                                                       |
| UNIQLO          | S/S AIRism (2016年)                                                                                |

## 外部連結
- 李連福的Instagram帳戶